# Chordodes peraccae
Chordodes peraccae är en tagelmaskart som först beskrevs av Lorenzo Camerano 1894.  Chordodes peraccae ingår i släktet Chordodes och familjen Chordodidae. Inga underarter finns listade i Catalogue of Life.